# Lorenzo Boschetti
Lorenzo Boschetti (Cesena) es un deportista italiano que compite en vela en la clase Formula Kite. Ganó una medalla de bronce en el Campeonato Europeo de Formula Kite de 2023.

## Palmarés internacional
| \| Campeonato Europeo \| Campeonato Europeo \| Campeonato Europeo \| Campeonato Europeo \| \| Año \| Lugar \| Medalla \| Clase \| \| ------------------ \| ------------------------ \| ------------------ \| ------------------ \| \| 2023 \| Portsmouth (Reino Unido) \| Medalla de bronce \| Formula Kite \| |                          |                   |              |
| Campeonato Europeo |                          |                   |              |
| Año | Lugar                    | Medalla           | Clase        |
| 2023 | Portsmouth (Reino Unido) | Medalla de bronce | Formula Kite |